# Костанцана
Костанца̀на (на италиански: Costanzana; на пиемонтски: Costanzan-a, Костанцан-а) е село и община в Северна Италия, провинция Верчели, регион Пиемонт. Разположено е на 129 m надморска височина. Населението на общината е 831 души (към 2010 г.).